# Teresa Bellanova
Teresa Bellanova (Ceglie Messapica, 17 de agosto de 1958) es una política y sindicalista italiana. Diputada de la XV a la XVIIª legislatura y senadora de la República en la XVIII legislatura, el 28 de febrero de 2014 ha sido nombrada subsecretaria de Estado de Ministerio de Trabajo y Políticas Sociales en el gobierno Renzi, y promovida luego, el 29 de enero de 2016, al cargo de viceministra de Desarrollo económico. Desde el 5 de septiembre de 2019 es ministra de Política agrícola, alimentaria, forestal y del turismo en el Segundo Gobierno Conte.

## Biografía
Nacida en Ceglie Messapica, en la región meridional de Apulia, en el sur de Italia  abandonó la escuela después de su tercer año de secundaria, para trabajar en el campo.

### Actividad sindical
Empezó a trabajar a los 14 años en el campo y los 15 se convirtió en la líder de la federación del campo de la CGIL en la Cámara de Trabajo de su ciudad. Algo más tarde, con solo 20 años, asumió la coordinación regional de las mujeres trabajadoras del campo. Trabajó en el sureste de Bari y luego se trasladó a la provincia de Lecce, a Casarano, para contrarrestar el auge de la contratación ilegal.
En 1988 fue nombrada Secretaria General Provincial de la Flai (Federación de Trabajadores de Agroindustria), en la provincia de Lecce. En 1996 se convirtió en Secretaria General de Filtea (Federación Italiana de Textil, Vestido y Calzado), cargo que ocupó hasta 2000, cuando ocupó la Secretaría Nacional de Filtea con la responsabilidad de las políticas para el Sur, las políticas industriales, el mercado laboral, la subcontratación y la formación profesional.

### Trayectoria política
También su activismo político empezó siendo adolescente como militante del PCI y la CGIL, siguiendo posteriormente con posiciones cercanas a Massimo D’Alema y a Sandro Frisullo. Más tarde se integró en el PD, para luego abandonarlo en favor del movimiento Italia Viva.
En 2005 fue elegida miembro de la Junta Nacional de los Demócratas de Izquierda y el 22 de abril de 2006 fue elegida por primera vez diputada de la Cámara de Diputados en la lista de El Olivo, en la circunscripción Apulia. Tras haber participado en la fase constituyente del nuevo Partido Democrático, fue elegida diputada por segunda vez en 2008. En 2013 volvió a salir elegida diputada y fue secretaria del grupo del PD de la Cámara. El 28 de febrero de 2014 fue nombrada subsecretaria de Estado de Trabajo en el Gobierno Renzi. El 29 de enero de 2016 fue nombrada viceministra de Desarrollo Económico, cargo que mantuvo en los sucesivos Gobiernos de Renzi y Gentiloni.
El 17 de septiembre de 2019 entra a formar parte de Italia Viva con el cargo de jefa de delegación en el Gobierno.
El 4 de septiembre de 2019 se anunció su nombramiento como ministra de Políticas agrícolas, alimentarias y forestales en el Segundo Gobierno Conte. Prestó juramento el 5 de septiembre de 2019.
En mayo de 2020 logró que se aprobara la regularización de migrantes durante 6 meses en Italia, renovable por otro medio año con posibilidad de optar a la residencia laboral tras semanas defendiendo la iniciativa en el seno del gobierno italiano formado por una coalición.  El partido Cinco Estrellas se oponía inicialmente a la medida. El 14 de mayo de 2014 la ministra Bellanova acompañada del primer ministro Conte anunció la decisión del gobierno justificando la regularización con la necesidad de combatir la delincuencia organizada que los explota en los campos y los capataces que los ofrecen como mano de obra en negro, a quienes calificó de "modernos traficantes de esclavos". Según varios estudios la medida beneficia a unas 500.000 personas.
Numerosos medios de comunicación destacaron que durante el anuncio de la nueva medida se emocionó. Bellanova respondió a través de su página de Facebook "No juzgues las lágrimas porque no me pertenecen solo a mí, sino a aquellos que tienen el valor de desafiar cada día para cambiar, sabiendo que puedes perder o ganar", (... ) "la fuerza de las mujeres, y también de muchos hombres, es saber llorar: no hay llanto de género, porque el único género capaz de llorar es el humano".

## Vida personal
Está casada con Abdellah El Motassime, un intérprete magrebí al que conoció en Casablanca durante una reunión de trabajo con la Flai y la Confederación General Italiana del Trabajo. En 1991 dio a luz a Alessandro, su único hijo.